# Festival de Casablanca
 (février 2012).
Si vous disposez d'ouvrages ou d'articles de référence ou si vous connaissez des sites web de qualité traitant du thème abordé ici, merci de compléter l'article en donnant les références utiles à sa vérifiabilité et en les liant à la section « Notes et références ».
Le Festival de Casablanca est un festival artistique créé en 2005 à Casablanca au Maroc. 

## Historique
Il a été créé en 2005 par les autorités de la ville (Wilaya du Grand Casablanca, Ville de Casablanca, Région du Grand Casablanca et Conseil Préfectoral de Casablanca) sous le Haut Patronage de Sa Majesté Le Roi Mohammed VI. 
Créé selon un concept pluridisciplinaire sur huit jours, le Festival de Casablanca s'articulait lors de ses deux premières éditions autour de la musique, du cinéma, de l'art urbain et des spectacles de rue. La première édition, qui a connu un succès populaire sans précédent et imposé une nouvelle norme de méga festival au Maroc, revisitait déjà la mémoire de la ville à travers une œuvre monumentale de l'artiste Mohamed Aboulouaker réalisée sur le phare d'El Hank, une exposition photo Ana Bidaoui, Ana Bidaouia sur les bus de la ville, des écrans géants diffusant des films sur la plage de Aïn Diab et au parc de l’ermitage, une parade gigantesque dans le centre-ville, etc. 
Cette première édition a connu plusieurs autres temps forts comme : les concerts de Wyclef Jean et de Cheb Bilal qui a rassemblé plus de 200 000 spectateurs sur la scène Sidi Bernoussi, l'avant première du film Marock de Laïla Marrakchi, présenté pour la première fois sur le territoire national, le spectacle Transhumance de la compagnie française Oposito, première production du genre au Maroc, etc. 
Après une deuxième édition qui a connu le même succès, le festival change de formule en 2007 et donne lieu à trois rendez-vous distincts, répartis tout au long de l'année : Casa Music, Casa Ciné et Cas'arts. Après mûre réflexion et des degrés de succès divers, le festival redevient un seul rendez-vous en 2009, avant de renouer avec sa formule pluridisciplinaire et son appellation d'origine en 2010. Malgré le succès de l'unique édition de Casa Ciné, le festival ne présente plus de volet cinéma. 
Le festival a connu trois présidents successifs : Miriem Bensaleh-Chaqroun (2005-2006), Ahmed Ammor (2007-2008) et Farid Bensaïd (2009 - à 2012).

## Description
Le festival est organisé annuellement au mois de juillet par l'Association Forum Casablanca, qui est actuellement présidée par l'homme d'affaires et créateur de l'Orchestre Philharmonique du Maroc, Farid Bensaïd, après avoir été lancé par Miriem Bensalah Chaqroun, administratrice des Eaux Minérales d'Oulmès, filiale du groupe Holmarcom. La direction du festival est assurée depuis sa création par Ali Hajji et Neila Tazi, personnalités bien connues du domaine culturel au Maroc sans oublier Toufik Zenasni directeur technique et Abel Monem, le premier directeur de production de festival qui a mis en place le Festival de Casablanca en 2005. 
Sept éditions ont eu lieu depuis sa création. Le Festival de Casablanca est la manifestation la plus populaire et la plus fréquentée du Maroc : plus de 2,5 millions de festivaliers en moyenne pour quatre jours de festival. Le concept du Festival de Casablanca est pluridisciplinaire et a pour crédos d'être le festival de tous les casablancais et de donner à voir la ville autrement. 
Aux côtés de la musique, discipline phare, on retrouve des spectacles de rue, un tournoi de breakdance et le programme Nouzah Fennia, créé en 2009, qui convie différentes disciplines (danse, théâtre, art vidéo, slam, arts plastiques, etc). 
Le Festival de Casablanca est une manifestation tous publics, entièrement gratuite et organisée dans différents sites en plein air de la ville.

### Musique
Le programme musical a la particularité d'offrir chaque année des concerts géants sur quatre scènes réparties à travers la ville : dans le centre-ville (place Rachidi), sur la Corniche (en face du phare d'El Hank) et dans les quartiers de Sidi Bernoussi et de Ben M'Sick. 
La programmation est généraliste, plusieurs genres musicaux s'y côtoient même si elle est essentiellement axée autour des musiques actuelles. Les scènes ont cependant chacune sa spécificité : découverte et nouvelle scène musicale marocaine à la Scène Rachidi, têtes d'affiches internationales et nationales sur la Scène El Hank, musique populaire sur les scènes Bernoussi et Ben M'Sick. 
Le Festival de Casablanca a accueilli dans le passé des artistes internationaux tels que : Wyclef Jean, Tiken Jah Fakoly, Seun Kuti, Neneh Cherry, CirKus, Alpha Blondy, Nneka, Kool Shen, Joey Starr, Groundation, Busta Rhymes, Sean Paul, Gentleman, Craig David, Sharleen Spiteri (Texas), VV Brown, CSS, Beat Assailant, Arrested Development, Akon, Oxmo Puccino, Missy Elliott, Daby Touré, Burning Spear, Mix Master Mike, etc. 
Côté musique arabe, on a pu voir au festival : Elissa, Cheb Bilal, Khaled, Hassan Dahmani, Carole Samaha, Haifa Wehbe, Hussein Al Jasmi, Myriam Farès, Chebba Zahouania, Cheikha Rimitti, Sami Yusuf, etc. 
Enfin, le festival offre la part belle aux artistes marocains, toutes générations confondues : Nass El Ghiwane, Hoba Hoba Spirit, Hajja Hamdaouia, Daoudi, H Kayne, Barry, Oum, Darga, Settati, Jil Jilala, Hamid El Kasri, etc.

### Spectacles de rue
Parallèlement à la musique, de grands spectacles de rue sont programmés chaque année sur la place Mohammed V et sur la plage de Sidi Abderrahmane. Le festival a pour tradition de s'ouvrir par un grand spectacle de rue sur la place administrative du centre-ville et de se clore par un gigantesque spectacle pyrotechnique sur la Corniche casablancaise.

### Tournoi debreakdance
Le festival organise à chaque édition, depuis sa création, le plus important tournoi de breakdance du pays, qui rassemble des danseurs venus de toutes les régions. Les prix sont décernés par un jury composé de personnalités internationales du milieu.

### Nouzah Fennia(promenades artistiques)
Nouzah Fennia ou promenades artistiques est un programme pluridisciplinaire, créé en 2009, dans la continuité des programmes du même genre initiés par le festival lors de ses premières éditions pour mettre en valeur la création contemporaine locale tout en revisitant la mémoire de la ville, à travers le choix de s'implanter dans des sites historiques de Casablanca. 
Nouzah Fennia est articulé autour des axes suivants : 
- Mettre en valeur les projets culturels existants en impliquant les acteurs culturels de la ville et du pays qui font un travail engagé de qualité;
- Favoriser l’échange et la durabilité à travers la transmission d’un savoir-faire artistique en développant les ateliers et work shops à destination de jeunes artistes marocains;
- Faire du festival une plateforme de production de projets;
- Mettre en valeur le patrimoine historique de la ville en choisissant de s’étendre dans des sites historiques et/ou emblématiques de la ville;
- développer des partenariats à l'international.

Le programme convie différents modes d’expressions : conte, poésie, danse, vidéo, nouvelles technologies, médias, musique, rencontres, ateliers, etc.
Nouzah Fennia se déroule notamment à la Fabrique culturelle des anciens abattoirs, dans l'ancienne médina, à l’École des Beaux Arts de Casablanca, à l'ex-cathédrale du Sacré Cœur, au Habous, etc.